# Али аль-Хади ибн Низар
Абу́ ʿАли́ Хаса́н, или Али́, по прозвищу аль-Хади́ (араб. علي الهادي بنازار‎; 1076 — 1136) — 20-й исмаилитский-низаритский имам. Ему было около 17 лет, когда умер его предшественник, имам Низар ибн аль-Мустансир, и 20 лет во время принятия имамата в 490 году хиджры/1097 году нашей эры. 
С этого момента резиденция исмаилитского имамата была перенесена из Египта в Персию из-за раскола среди исмаилитов, где Хасан ибн Саббах основал государство Низаритское-исмаилитское государство.

## Биография

### Имя
Абу Али аль-Хасан, сын Низара, сына аль-Мустансир Биллаха. Сирийские источники упоминают его имя как Али аль-Хади ибн Низар, которого обычно называют «аль-Хади» الهادي بنازار, означающий «Проводник». Согласно копии письма 21-го имама аль-Мухтади сирийским исмаилитам, настоящее имя было аль-Хади Али. Внимательное прочтение этого важного письма, составленного его сыном, 21-м исмаилитским низаритским имамом аль-Мухтади, может означать, что у него было сложное имя Али Хасан, потому что аль-Мухтади упоминал имя своего отца как Али, так и Хасан в одном и том же письме.

### Рождение и раняя жизнь в Египте
Согласно очень достоверным сообщениям он родился в Каире в 470 году хиджры/1076 году нашей эры. Аль-Хади (Проводник) был сыном фатимидского исмаилитского имама Низара, старшего сына имама аль-Мустансира, которому он наследовал трон.

### Истоки низаритского исмаилизма в Персии
Исмаилизм имел глубокие корни в Персии, и многие персы стали известными да’и, такими как Мохаммед б. Ахмед ан-Насафи, Абу Хатим ибн Хамдан ар-Рази, Хамид ад-Дин аль-Кирмани и многие другие.
Позже Хасан ибн Саббах взял под свой контроль крепость Аламут на севере Персии, заложив фундамент того, что должно было стать Низаритским-исмаилитским государством в Персии и Сирии. В то же время исмаилиты Персии подняли вооружённое восстание против турок-сельджуков.
В 1094 году разразился конфликт между Абу Мансуром Низаром, старшим сыном и предполагаемым наследником фатимидского халифа аль-Мустансира, и визирем аль-Афдалем Шаханшахом, которому удалось возвести на трон аль-Мустали, младшего сына аль-Мустансира, вместо Низара. После короткого конфликта, во время которого Низар провозгласил себя халифом в Александрии, он был схвачен и казнён в Каире.

### Аль-Хади (Скрытый имам)
Согласно традиции низаритов-исмаилитов, имам аль-Хади был назначен (Насс) преемником Низара.
Рассматриваемый период относится ко второму периоду сокрытия Даур-и Сатр в истории исмаилитов (490—559 гг. хиджры/1097-1164 гг. н. э.), в течение которого три имама жили в сокрытии около 70 лет;
1. 20-й исмаилитский-низаритский имам аль-Хади
2. 21-й  исмаилитский-низаритский имам аль-Мухтади
3. 22-й исмаилитский-низаритский имам аль-Кахир.

- В течение этого периода сокрытия три исмаилитских худжата управляли государством низаритов;

1. Хасан-и Саббах (1090—1124)
2. Кийа Бузург-Умид (1124—1138)
3. Мухаммад бин Кийа (1138—1162)

Нумизматические свидетельства раннего аламутского периода в истории низаритов-исмаилитов показывают, что имя Низара и титул халифата (аль-Мустафа ли-Дин Аллах) продолжали появляться на монетах, отчеканенных в Аламуте около семидесяти лет (в период сокрытия низаритских имамов). На монетах низаритов Аламут упоминается как курс ад-Дейлем (برسي الديلم, буквально «Столица Дейлема» по-арабски (Председатель Дейлема).

Существует много рассказов о задержании имама Низара или его убийстве. В одном из них, упомянутом Хафизом Абру, говорится:
«Только один из сыновей аль-Низара был арестован вместе с ним, а другой сын исчез в Александрии, который не был ни арестован, ни опознан».
Это сообщение кажется ошибочным, поскольку арестованными сыновьями были Абу Абдулла аль-Хасан и Абу Абдулла аль-Хусейн, которые были видными лицами при дворе Фатимидов. Скрываясь, третьим сыном был имам Али аль-Хади, которому удалось бежать из Александрии.
В 1095 году некий кади, Абу-ль Хасан ас-Саиди, переехал из Сиджилмасы в Персию вместе с имамом аль-Хади или его внуком аль-Мухтади.
После долгого и утомительного путешествия они высадились в окрестностях Рудбара, главного города Дейлема в Иране. Поскольку в то время Аламут был взят штурмом сельджуками, имам аль-Хади искал убежища либо в деревнях Рудбар, либо в каком-то другом отдалённом месте, которое было известно только Хасану ибн Саббаху и никому другому. Аль-Хади был доставлен в окрестности Аламута после восстановления мира. Хасан ибн Саббах способствовал тому, чтобы имам поселился в деревне у подножия Аламута. Говорят, что Абу-ль Хасан ас-Саиди пробыл у имама Хади около шести месяцев, а затем вернулся в Египет. Имам аль-Хади окончательно перенёс свою резиденцию в замок Ламасар после смерти Хасана ибн Саббаха в 518/1124 году.
Большая часть жизни имама аль-Хади проходила в сокрытии, в то время как правящие обязанности были делегированы Хасану ибн Саббаху и Кийе Бузург-Умиду. Традиция, на которую часто ссылаются о прибытии имама аль-Хади в Иран, состоит из очень скудных деталей, которые цитируются в более поздних источниках, а именно;
- Дабистан аль-Мазахиб (составлен в 1653 году)
- Джанат аль-Амаль (составлен в 1886 году)
- Атар-и Мухаммади (составлен в 1893 году) и так далее.

В нём говорится:
Исмаилиты Рудбара и Кухистана рассказывают, что во времена Хасан ибн Саббаха один из его доверенных да’и, Абу-ль-Хасан ас-Саиди, приехал в Аламут и привёл с собой сына имама аль-Низара б. аль-Мустансира, который был законный имам (имам аль-Хади). Никто, кроме Хасан ибн Саббаха, не знал о существовании имама Хади с Абу-ль-Хасаном ас-Саиди. Хасан ибн Саббах относился к Абу-ль-Хасану ас-Саиди с почётом и уважением, и поэтому имам решил поселиться в деревне у подножия Аламута. Абу-ль-Хасану ас-Саиди разрешили вернуться через шесть месяцев. Имам Хади продолжал заниматься своей духовной работой во время божественного затворничества, а затем женился на женщине из этой деревни, которая родила ему сына аль-Мухтади (который стал будущим имамом).
Имам аль-Хади продолжал наставлять своих последователей в религиозных вопросах через Кийа Бузург-Умида.

### Проблемы во время имамата аль-Хади
Под руководством Хасана-и Саббаха и следующих аламутских правителей стратегия тайного захвата была воспроизведена в Персии, Сирии и за её пределами. Низариты-исмаилиты создали уникальное государство из разбросанных крепостей, окруженных большими участками вражеской территории. Они создали структуру власти, которая оказалась более эффективной, чем структура Фатимидского Каира или сельджукского Багдада, оба из которых подверглись политической нестабильности, главным образом во время смены руководства. Эти периоды внутриполитических конфликтов в Каире и Багдаде давали государству исмаилитов передышку от нападений и даже возможность иметь такой суверенитет, чтобы чеканить свои собственные монеты.

## Смерть
В возрасте 60 лет имам аль-Хади умер в 1136 году в замке Ламбсар, завещав должность имамата своему сыну аль-Мухтади, когда Кийа Бузург-Умид управлял государством исмаилитов в Аламуте.